# Luiz Gonzaga

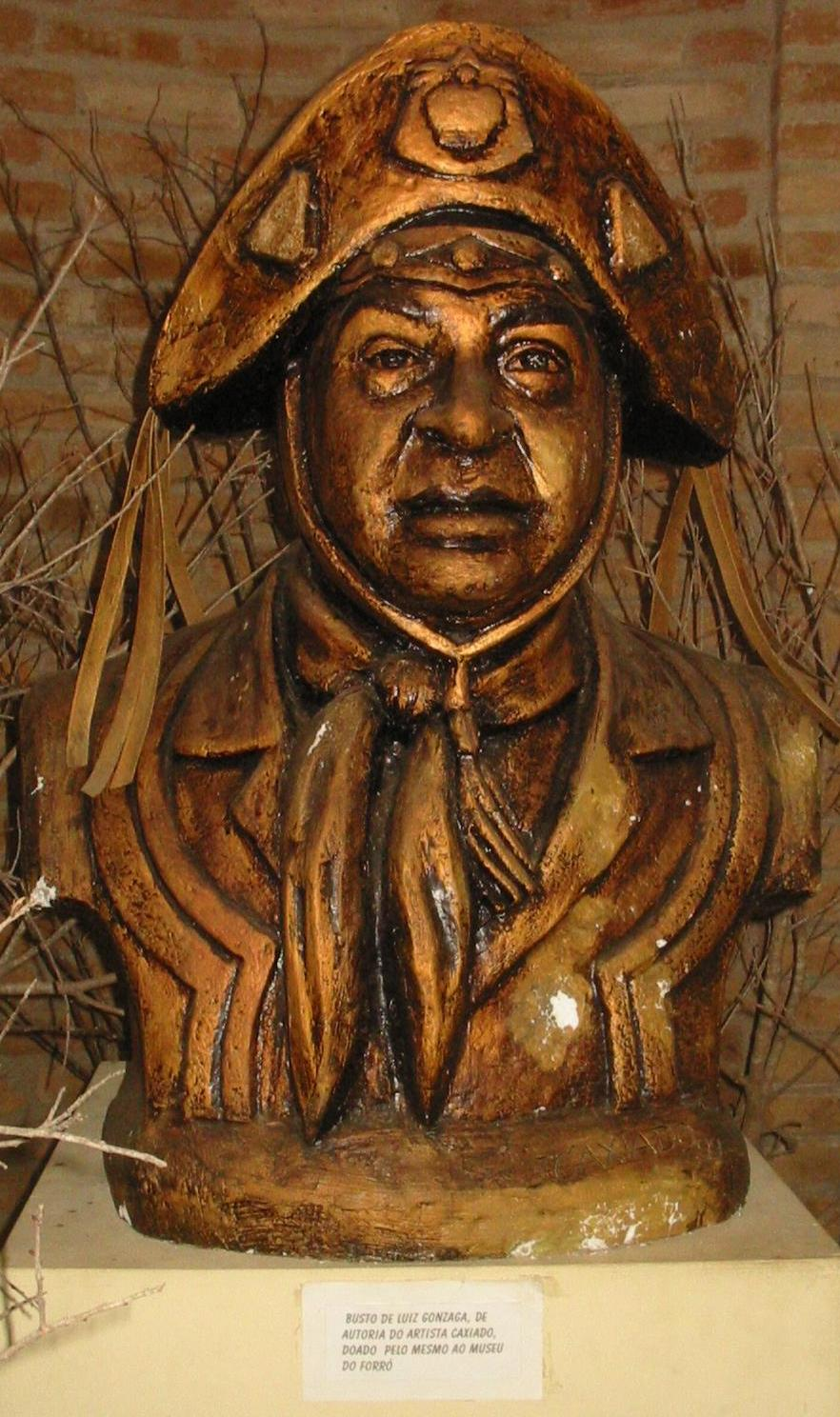
Borstbeeld voor het Luiz Gonzaga-museum in Caruaru

Luiz Gonzaga do Nascimento (Exu, 13 december 1912 – Recife, 2 augustus 1989) was een Braziliaans accordeonist, zanger en componist. Hij heeft de muzieksoort baião uit het noordoosten van Brazilië bekendgemaakt in de rest van het land. Hij wordt dan ook de Koning van de Baião (Portugees: Rei do Baião) genoemd.

## Jeugd
Luiz Gonzaga is geboren op het landgoed Caiçara, aan de voet van de Serra de Araripe, op het platteland van de gemeente Exu, in de sertão van Pernambuco. Zijn vader Januário was landarbeider bij een grootgrondbezitter. In zijn vrije tijd speelde hij de accordeon. Ook repareerde hij dit instrument voor anderen. Van hem leerde Luiz de accordeon te spelen. Als jongen trad hij al op op dansfeesten en forró's. In het begin begeleidde hij daarbij zijn vader op de zabumba.
Toen hij 18 jaar was, werd hij verliefd op Nazarena, dochter van de grootgrondbezitter Raimundo Deolindo. Deze bedreigde hem daarop met de dood. Daarop vluchtte Luiz uit huis en meldde zich aan bij het leger in de plaats Crato. Hij sloot zich aan bij een militaire band, en reisde hiermee door verschillende Braziliaanse staten. In Juiz de Fora leerde hij Domingos Ambrósio kennen. Deze was ook soldaat, en stond bekend in de regio om zijn accordeonspel. Bij hem leerde Luiz Gonzaga belangrijke muzikale lessen.

## Carrière
In 1939 trad Luiz Gonzaga uit het leger in Rio de Janeiro, dat destijds de hoofdstad van het land was. Hier begon hij te spelen in de rosse buurt. Hij speelde vooral de accordeon, maar zong nog niet. In die tijd speelde hij choro's, samba's, maar ook veel buitenlandse muzieksoorten als de foxtrot, de bolero, de wals en de tango.
In Rio de Janeiro wonen veel mensen uit het Noordoosten die vanwege de armoede en de droogte in hun gebied weggetrokken waren naar de grote stad. Luiz Gonzaga merkte dat zij veel heimwee hadden naar de muziek van hun geboortestreek. Toen hij deze melodieën begon te spelen, nam zijn bekendheid snel toe.
De doorbraak kwam in 1941 toen hij een talentenjacht won in het radioprogramma van Ary Barroso. Hij voerde hier het instrumentale nummer Vira e Mexe uit dat hij zelf had geschreven. Dit leidde tot zijn eerste contract als muzikant bij de omroep Radio Nacional. Hij zou tot 1954 bij de radio blijven werken.
Het nummer Vira e Mexe nam hij op op 78 toeren. Op 11 april 1945 nam hij het eerste nummer op waarbij hij ook zong. Dit was de mazurca Dança Mariquinha, in samenwerking met Saulo Augusto Silveira Oliveira in de studio's van RCA Victor.
Verreweg het bekendste nummer van Luiz Gonzaga is Asa Branca, dat hij in 1947 opnam. Hij schreef het nummer in samenwerking met de advocaat Humberto Teixeira met wie hij nog meer hits zou schrijven. Het nummer beschrijft het lijden van de immigranten die vanwege de droogte uit het Noordoosten naar de grote stad trekken.
In de jaren '60 verminderde de belangstelling voor de baião. De bossanova en andere muzieksoorten werden in die tijd populair. Luiz Gonzaga speelde toen minder in de grote stad, maar bleef op het platteland optreden, waar hij nog erg populair was. Vanaf de jaren '70 nam de belangstelling voor hem weer toe, omdat bekende artiesten als Gilberto Gil, Caetano Veloso en Milton Nascimento zijn muziek begonnen te coveren.

## Privéleven
In 1945 kreeg hij een relatie met de koorzangeres Odaléia Guedes, die op dat moment al zwanger was. Toen haar zoon werd geboren, nam Luiz Gonzaga hem aan en noemde hem Luiz Gonzaga do Nascimento Júnior. Hij werd opgevoed door zijn peetouders met financiële steun van de zanger. Later zou ook de zoon onder de naam Gonzaguinha een bekende zanger worden.
In 1948 trouwde Luiz Gonzaga met Helena Cavalcanti. Zij was van beroep onderwijzeres, maar was zijn persoonlijke secretaresse geworden. Zij leefden samen tot bijna aan zijn dood. Luiz Gonzaga kon geen kinderen krijgen.

## Overlijden
Luiz Gonzaga leed aan osteoporose. Hij overleed aan een hartstilstand in het ziekenhuis Santa Joana in Recife. Zijn lichaam werd opgebaard in Juazeiro do Norte en begraven in zijn geboorteplaats Exu.

## Discografie
| Album met eventuele hitnotering(en) in de Nederlandse Album Top 100 | Datum van verschijnen | Datum van binnenkomst | Hoogste positie | Aantal weken | Opmerkingen      |
| ------------------------------------------------------------------- | --------------------- | --------------------- | --------------- | ------------ | ---------------- |
| Luiz "LUA" Gonzaga                                                  | 1961                  | -                     |                 |              | RCA Victor       |
| O Véio Macho                                                        | 1962                  | -                     |                 |              | RCA              |
| São João na Roça                                                    | 1962                  | -                     |                 |              | RCA              |
| Pisa no Pilão (Festa do Milho)                                      | 1963                  | -                     |                 |              | RCA              |
| A Triste Partida                                                    | 1964                  | -                     |                 |              | RCA              |
| Sanfona do Povo                                                     | 1964                  | -                     |                 |              | RCA              |
| Quadrilhas e Marchinhas Juninas                                     | 1965                  | -                     |                 |              | RCA              |
| Óia Eu Aqui de Novo                                                 | 1967                  | -                     |                 |              | RCA              |
| Canaã                                                               | 1968                  | -                     |                 |              | RCA              |
| O Sanfoneiro do Povo de Deus                                        | 1968                  | -                     |                 |              | RCA              |
| São João do Araripe                                                 | 1968                  | -                     |                 |              | RCA              |
| Sertão 70                                                           | 1970                  | -                     |                 |              | RCA              |
| O Canto Jovem de Luiz Gonzaga                                       | 1971                  | -                     |                 |              | RCA              |
| Aquilo Bom                                                          | 1972                  | -                     |                 |              | RCA              |
| São João Quente                                                     | 1972                  | -                     |                 |              | RCA              |
| Luiz Gonzaga                                                        | 1973                  | -                     |                 |              | Odeon            |
| A Nova Jerusalém                                                    | 1973/74               | -                     |                 |              | Odeon            |
| O Fole Roncou                                                       | 1973/74               | -                     |                 |              | Odeon            |
| Sangue Nordestino                                                   | 1973/74               | -                     |                 |              | Odeon            |
| Daquele Jeito                                                       | 1974                  | -                     |                 |              | Odeon            |
| Capim Novo                                                          | 1976                  | -                     |                 |              | RCA              |
| Chá Cutuba                                                          | 1977                  | -                     |                 |              | RCA              |
| Luiz Gonzaga & Carmélia Alves                                       | 1977                  | -                     |                 |              | RCA              |
| Dengo Maior                                                         | 1978                  | -                     |                 |              | RCA              |
| Eu e Meu Pai                                                        | 1979                  | -                     |                 |              | RCA              |
| Quadrilhas e Marchinhas Juninas vol. 2                              | 1979                  | -                     |                 |              | RCA              |
| O Homem da Terra                                                    | 1980                  | -                     |                 |              | RCA              |
| A Festa                                                             | 1981                  | -                     |                 |              | RCA              |
| Gonzagão e Gonzaguinha, A Vida do Viajante                          | 1981                  | -                     |                 |              | EMI-Odeon/RCA    |
| Eterno Cantador                                                     | 1982                  | -                     |                 |              | RCA              |
| 70 Anos de Sanfona e Simpatia                                       | 1983                  | -                     |                 |              | RCA              |
| Danado de Bom                                                       | 1984                  | -                     |                 |              | RCA-Camden       |
| Luiz Gonzaga & Fagner                                               | 1984                  | -                     |                 |              | RCA              |
| Sanfoneiro Macho                                                    | 1985                  | -                     |                 |              | RCA-Camden       |
| Forró de Cabo a Rabo                                                | 1986                  | -                     |                 |              | RCA-Camden       |
| De Fia Pavi                                                         | 1987                  | -                     |                 |              | RCA Vik          |
| Aí Tem Gonzagão                                                     | 1988                  | -                     |                 |              | BMG (RCA-Ariola) |
| Luiz Gonzaga & Fagner 2                                             | 1988                  | -                     |                 |              | RCA (BMG)        |
| Vou Te Matar de Cheiro                                              | 1989                  | -                     |                 |              | Copacabana       |